# Wong Kam Po
Wong Kam Po (chinesisch 黃金寶 / 黄金宝, Pinyin Huáng Jīnbǎo, Jyutping Wong4 Gam1bou2, kantonesisch Wong Kam-po; * 13. März 1973 in Hongkong) ist ein ehemaliger chinesischer Radrennfahrer aus Hongkong.
1991 gewann er die Asienmeisterschaft im Straßenrennen der Junioren. 1998 und 2006 gewann er das Straßenrennen der Männer bei den Asienspielen. Wong konnte im Jahr 2000 eine Etappe der Tour de Langkawi für sich entscheiden. 2001 und 2012 gewann er das Straßenrennen der Männer bei den Asien-Meisterschaften. 2002 und 2003 gewann er ein Teilstück der Tour of Qinghai Lake für seine Mannschaft Marco Polo Cycling Team. Im gleichen Jahr wurde er auch Elfter im Straßenrennen der B-Weltmeisterschaft. Im folgenden Jahr konnte er für Hongkong an den Olympischen Sommerspielen in Athen teilnehmen. Im Punktefahren wurde er Zwanzigster, das Straßenrennen beendete er jedoch nicht. Von 2005 bis 2006 fuhr Kam Po Wong für das Continental Team Purapharm aus Hongkong. Bei den Asienspielen 2006 in Doha gewann er nach Gold 1998 und Bronze 2002 zum zweiten Mal das Straßenrennen, dem er 2010 einen weiteren Sieg folgen ließ. 2007 gewann Wong, nach einem erfolgreichen Ausreißversuch acht Runden vor Schluss, überraschend die Goldmedaille im Scratch-Rennen der UCI-Bahnrad WM in Palma.
Wong beendete Ende der Saison 2013 seine aktive Karriere und wurde 2014 Sportlicher Leiter beim HKSI Pro Cycling Team.

## Erfolge
1995
- Gesamtsieg Tour de Okinawa

1997
- Gesamtsieg Le Tour de Filipinas

1998
- Gesamtsieg Tour de Okinawa
- Asienspiele – Straßenrennen

1999
- Gesamtsieg Tour of South China Sea
- Nationaler Meister – Einzelzeitfahren

2000
- eine Etappe Tour de Langkawi
- Gesamtsieg Tour de Okinawa
- eine Etappe Tour of South China Sea

2001
- Asienmeister – Straßenrennen
- drei Etappen und Gesamtwertung Tour of South China Sea

2002
- zwei Etappen New Zealand Cycle Classic
- eine Etappe Tour of Qinghai Lake

2003
- eine Etappe Tour Nord-Isère
- zwei Etappen Tour de Korea
- eine Etappe Tour of Qinghai Lake
- eine Etappe Tour of South China Sea

2004
- eine Etappe und Gesamtwertung Tour de Hokkaidō
- eine Etappe Tour d’Indonesia
- Tour de Okinawa

2005
- eine Etappe Tour of Siam
- drei Etappen China-Rundfahrt
- eine Etappe Tour d’Indonesia
- fünf Etappen Tour of South China Sea

2006
- zwei Etappen Cepa Tour
- eine Etappe Japan-Rundfahrt
- Asienspiele – Straßenrennen
- eine Etappe Tour of South China Sea

2007
- eine Etappe Jelajah Malaysia
- eine Etappe Tour de Taiwan
- Weltmeister – Scratch

2008
- zwei Etappen Tour de Taiwan
- Asienmeister – Madison (mit Kwok Ho Ting)

2009
- eine Etappe Tour of Japan
- eine Etappe Tour de Korea
- Asienmeister – Madison (mit Kwok Ho Ting)

2010
- eine Etappe Tour de Kumano
- Asienspiele – Straßenrennen

2011
- eine Etappe Tour d’Indonesia

2012
- Asienmeister – Straßenrennen
- eine Etappe Tour de Taiwan
- eine Etappe Tour of Japan

## Teams
- 2003 Marco Polo Cycling Team (ab 20.04.)
- 2004 Marco Polo Cycling Team
- 2005 Purapharm
- 2006 Purapharm
- 2007 Hong Kong Pro Cycling
- 2008 Hong Kong Pro Cycling
- 2009 Hong Kong Team
- 2010 Hong Kong Team
- 2011 Hong Kong Team
- 2012 Hong Kong Team
- 2013 Team Hong Kong China

## Diverses
Die beiden Hongkonger Radsportler Wong Kam Po und Kwok Ho Ting sind Alumni der Education University of Hong Kong (EdUHK). Die Sportidole in Hongkong gingen nicht nur auf dieselbe Uni. Sie wurden auch gemeinsam zu den (JCI) Ten Outstanding Young Persons in Hongkong gewählt.